# Expanded Cinema
Expanded Cinema (ISBN 0-525-10152-7) är en faktabok från Gene Youngblood som utkom 1970. Boken, som klassar video som en konstform, finns inte översatt till svenska.